# Sudety

Mapa německých nářečí (1894) zobrazuje regionální vlivy v pohraničí. Jihočeské a jihomoravské dialekty byly spřízněny s hornoněmeckým nářečím (Rakousko, Bavorsko); severočeské a severomoravské dialekty se středovýchodním nářečím (Sasko, Slezsko)

Oblasti dnešního Česka, osídlené podle rakouského sčítání lidu v roce 1910 převážně německojazyčným obyvatelstvem (národnost se určovala dle tzv. obcovací řeči)

Sudety (též Sudetsko, německy Sudetenland, polsky Kraj Sudetów nebo Kraj Sudecki) je označení pro pohraniční oblasti dnešního Česka, v nichž už od středověku žili převážně lidé německé národnosti, kteří byli v letech 1945–1947 vysídleni či vyhnáni. Československé ministerstvo vnitra v roce 1945 používání slova „Sudety“ v úředním styku vyhláškou zakázalo, avšak od 90. let 20. století bylo jako historicko-geografický pojem částečně rehabilitováno.
Sudetenland (Sudetsko) bylo původně označení hornaté oblasti na severu Čech a Moravy zvané dnes Krkonošsko-jesenická subprovincie, též sudetská subprovincie. Později se jako Sudety rozšířilo pro téměř celou německy hovořící pohraniční oblast, zatímco pro pohoří se v češtině již používá méně, protože v roce 1979 byl v české a slovenské geomorfologii dřívější název Sudety nahrazen novotvarem Krkonošsko-jesenická subprovincie.

## Toponomastikapojmu Sudety

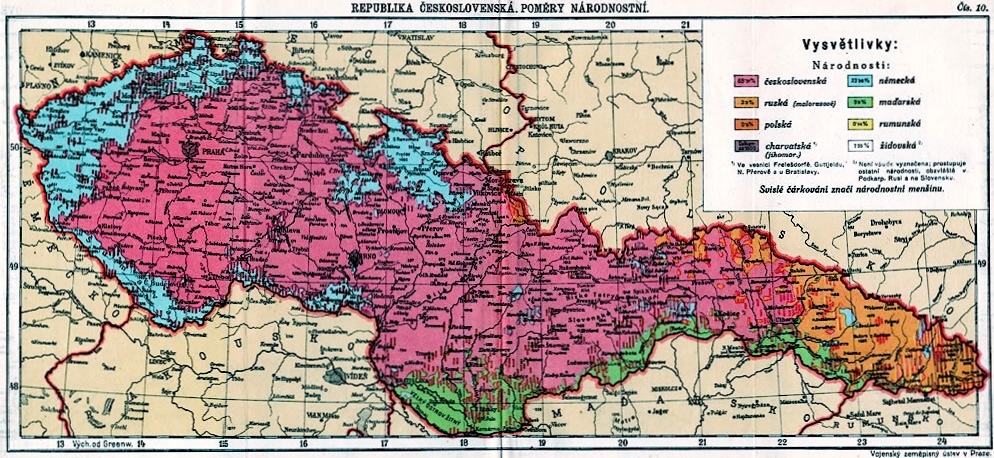
Oblasti dnešní ČR osídlené podle československého sčítání lidu v roce 1930 převážně sudetoněmeckým obyvatelstvem (národnost se určovala podle národnostní příslušnosti a mateřské řeči)

Původ názvu Sudety není jednoznačný. Na to, odkud název pochází, existuje více názorů. Jeden uvádí, že fyzickogeografické pojmenování Sudéta je keltského původu, složené z gramatického základu sud „kanec“ a přípony éta „les“, tedy „Les kanců“, případně „Les divokých sviní“. Jiná teorie hovoří o balkánské stopě, pak by název znamenal „Kozí hory“. Sudeta Ore čili „Sudetské pohoří“ je pojmenování, které použil alexandrijský astronom a geograf Klaudios Ptolemaios v díle Geografie při popisu území nazvaného Germanie. Měl na mysli pás pohoří od Krušných hor až po Jizerské hory. Poté se pojmenování na celá staletí vytratilo a znovu se objevilo až v renesanci. V 18. a v 19. století se začalo používat k označení horských pásem mezi Čechami, Slezskem a Moravou. V 19. století se ustálil význam výrazu Sudety pro území českých zemí obývaných německým obyvatelstvem. Někdy se uvádí původ výrazu ze starogermánského slova sudtha „les“. 
Po druhé světové válce byl v Československu název „Sudety“ zakázán: Název „Sudety“ nepřípustný. Ministerstvo vnitra upozorňuje, že používání názvu „Sudety“, jeho odvozenin a podobných výrazů, obvyklých v době okupace, je nepřípustné. Pro označení příslušného území zemí České a Moravskoslezské buď používáno názvu „pohraniční území“. Opatření tohoto dlužno dbát zejména v úředním styku veškeré veřejné správy.

### Bohaté Sudety a Chudé Sudety
Sociální geograf Radim Perlín dělí Sudety na tzv. Bohaté Sudety a tzv. Chudé Sudety. Dle něho je oblast Bohaté Sudety vymezena na základě bývalé česko-německé etnické hranice rozšíření původního německého obyvatelstva v pásu osídlení podél severozápadní a severovýchodní hranice Česka. Bohaté Sudety se rozkládají v prostoru od ašského výběžku přes Karlovarsko, severočeskou konurbaci, oblast Českého středohoří, Liberecko, krkonošské a orlické podhůří až na Jesenicko a Opavsko. Pro Bohaté Sudety je charakteristická industrializace a urbanizace. Oblast Chudé Sudety se rozkládá podél jihozápadní, jižní a jihovýchodní hranice Česka. Chudé Sudety jsou vymezeny na bázi původní etnické hranice, ale na rozdíl od Bohatých Sudet v rurálním prostředí.

## Dějiny Sudet na počátku 20. století
Již před první světovou válkou vzniklo v Sudetech pangermánské hnutí (DAP), z něhož později (nepřímo) vznikla NSDAP a SdP.
Po první světové válce spory o přesnou podobu hranic nově vzniklého Československa vedly k několika ozbrojeným konfliktům, z nichž nejdramatičtější byl s Polskem o jižní část Slezska (tehdy ještě nebyly Sudety nijak přesněji vymezeny).

### Vyhlášení autonomní provincie
Po vzniku Československa v roce 1918 vyhlásili Němci žijící v pohraničních částech Čech, Moravy a bývalého Rakouského Slezska ve dnech 29. a 30. října následující čtyři autonomní provincie, rozkládající se podél hranic s Rakouskem a Německem, jež požadovaly nezávislost na Československu a přičlenění k Německému Rakousku, potažmo k nově vzniklé Německé republice:
- Deutschböhmen (Německé Čechy), zahrnující západ, severozápad a sever Čech, s centrem v Liberci (německy Reichenberg).
- Sudetenland (Sudetsko), zahrnující severovýchod Čech, včetně Orlických hor, severozápad Moravy a drtivou většinu bývalého Rakouského Slezska, s centrem v Opavě (Troppau). Mělo rozlohu přibližně 6 543 km² a asi 650 000 obyvatel.
- Böhmerwaldgau (Šumavská župa), zahrnující jihozápad, jih a jihovýchod Čech, s centrem v Českém Krumlově (Böhmisch Krummau). Představitelé tohoto celku deklarovali spojení s Horními Rakousy.
- Deutschsüdmähren (Německá jižní Morava), zahrnující jih Moravy, s centrem ve Znojmě (Znaim). Představitelé tohoto celku deklarovali spojení s Dolními Rakousy. Začínala u Břeclavi (Poštorná) a zahrnovala Mikulovsko, Znojemsko a Slavonicko (Mikulov byl až do roku 1960 okresním městem, pak se stala okresním městem Břeclav). V té době také došlo ve všech obcích k přečíslování všech popisných čísel a všechny domy dostaly nová čísla popisná. Návštěvníci z Německa nebo z Rakouska se pak obraceli na místní kronikáře se žádostí o pomoc při hledání domu, ve kterém kdysi bydleli.

Mimo tyto čtyři oblasti stálo Novobystřicko připojené rovněž k Dolním Rakousům. Dále ještě jazykový ostrov Jihlava s 22 okolními vesnicemi. Mezi těmito oblastmi obývanými převážně německou populací, respektive mezi jejich zástupci, však neexistovala politická spolupráce. Československo obnovilo svoji územní integritu se všemi odtrženými územími jejich vojenským obsazením prakticky bez větších vojenských akcí mezi 1.–20. prosincem 1918, takže se pokus o odtržení nezdařil a tyto čtyři celky přestaly existovat.
Německé obyvatelstvo začalo protestovat a demonstrovat za tzv. práva národů na sebeurčení. Tyto demonstrace (např. v Liberci, Moravské Třebová, Šternberku nebo Kadani) byly podpořeny jednodenní generální stávkou německého obyvatelstva. Protesty byly v březnu 1919 násilně potlačeny československou armádou, 54 osob při tom bylo zabito a 750 zraněno, mezi oběťmi byly i ženy a děti. Později byly tyto oběti coby „březnoví padlí“ propagandisticky zneužívány nacionalisty k eskalaci konfliktů, zejména v pohraničních oblastech, které se samy začaly označovat Sudety. Když přestal tento druh odporu ztrácet na intenzitě, pojem „sudetský“ přetrval jako identifikace se zbytkem německého obyvatelstva v Československu. Nicméně toto označení Němců v celém Československu až do 30. let nebylo v tomto smyslu používáno.
Hranice Československa po první světové válce byly určovány mírovými smlouvami, které potvrzovaly vítězné mocnosti. Na jihu a východě Československé republiky byly hranice potvrzeny tzv. Trianonskou smlouvou v roce 1920. Hranice se sousedním Německem a Rakouskem byly potvrzeny na Pařížské mírové konferenci již o rok dříve; zde byla také potvrzena územní celistvost Československa. Smlouva s Německem byla uzavřena ve Versailles a smlouva s Rakouskem v Saint–Germain.

### Slezsko, Polsko
V roce 1920 bylo k ČSR připojeno i území Hlučínska, dále část Vitorazska a Valticko. Po bojových střetnutích a následném arbitrážním rozhodnutí Spojenců se rozdělila oblast Těšínska mezi ČSR a obnovené Polsko, hranicí se stala řeka Olše. V tomto regionu šlo především o velké zásoby kamenného uhlí a vysokou koncentraci průmyslových podniků.
Sudety zpočátku zřejmě zahrnovaly pouze pohoří na jihozápadě Slezska, ale záhy tento pojem označoval celou soustavu pohoří (Sudety = Sudetská soustava/subprovincie = Krkonošsko-jesenická subprovincie) od dolního toku řeky Ohře až po řeku Odru, tedy severní část Krušných hor, Lužické hory, Jizerské hory, Krkonoše, Orlické hory a Jeseníky. V polštině termín Sudety (čes. Krkonošsko-jesenická subprovincie) označuje horské pásmo od Labského údolí až po Moravskou bránu.

### Sudetské země, sudetští Němci
V roce 1903 použil politický aktivista a publicista Franz Jesser v jedné ze svých studií poprvé pojem „Sudetendeutsche“ (sudetští Němci), podle horstva, které bylo v Čechách, na Moravě i v rakouském Slezsku, jako označení pro německojazyčné obyvatelstvo Českých zemí (na rozdíl od „Alpendeutsche“ – tedy Němců ze zemí dnešního Rakouska, případně Slovinska). Během následujících dekád se pojem prosadil a byl široce užíván. České země začali rakouští Němci označovat Sudetské země (něm. Sudetische Länder nebo Sudetenländer). V roce 1927 vydal geograf Fritz Machatschek geografii Československa (ČSR) pod názvem Landeskunde der Sudeten- und Westkarpatenländer. Žádná politická strana se po roce 1918 neoznačovala za sudetoněmeckou do doby, než s tímto pojmem začal operovat Henlein na konci roku 1933. Ve 20. a 30. letech 20. století se označení Sudety (Sudetenland) začalo užívat pro většinu pohraničních oblastí Čech, Moravy a Slezska, kde žila až do roku 1945–1946 početná německá menšina (tři až tři a půl milionu občanů).
Sudetské pohraničí živil především lehký průmysl, přičemž naprostá většina produkce se vyvážela; velkou hospodářskou krizí z let 1929–1933 bylo pohraničí obzvláště silně postiženo. Československá vláda tento problém v Sudetech nijak neřešila.

### Jako součást Třetí říše

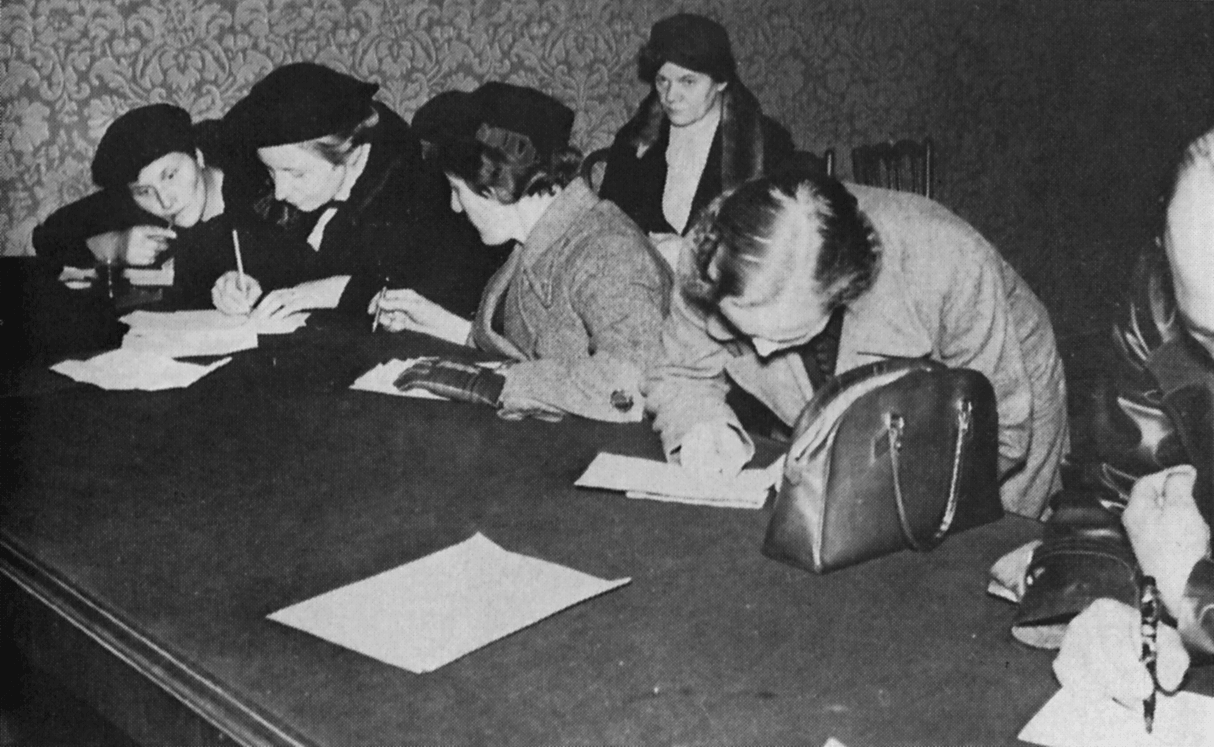
Čeští uprchlíci ze Sudet

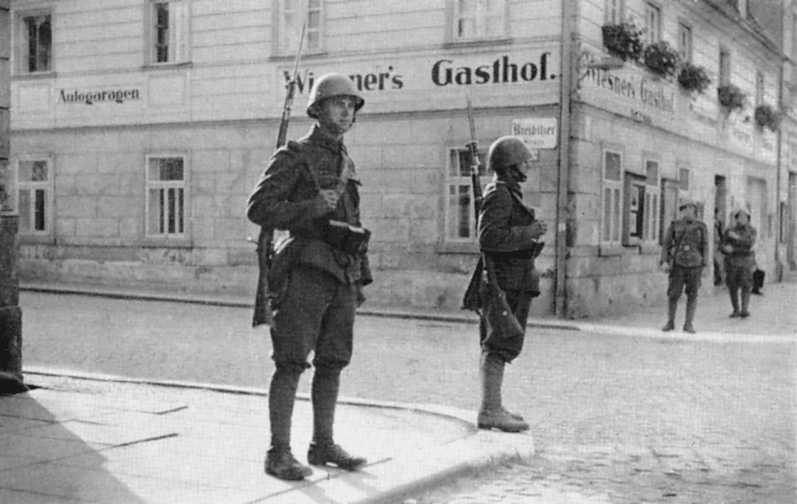
Českoslovenští vojáci v Krásné Lípě, říjen 1938

Termín, který nabyl územně politického obsahu, byl využit německými nacisty za podpory části německého obyvatelstva Sudet (zejména Sudetoněmecké strany, SdP) k rozbití demokratického Československa.[zdroj?] Toto území bylo totiž od 10. století nikdy nezpochybněnou součástí českého státu, resp. zemí Koruny české (které byly až do roku 1918 součástí mnohonárodnostní Svaté říše římské, respektive Rakouska-Uherska), třebaže tu od 13. století žilo německé obyvatelstvo, které zde mělo většinu.
Po mnichovské dohodě (1938) bylo jako Sudetenland označováno veškeré území odstoupené pod nátlakem velmocí Československem hitlerovskému Německu. Obyvatelé české národnosti se mohli přihlásit k obnovenému občanství Československé republiky a přestěhovat se do ní. Češi, kteří v pohraničí zůstali, byli diskriminováni v zaměstnání i ve školách. Místní němečtí antifašisté, respektive jedinci, kteří se nepřipojili k masové podpoře nacistické strany a z různých důvodů zároveň nemohli odejít do českého vnitrozemí, začali být okamžitě zatýkáni.

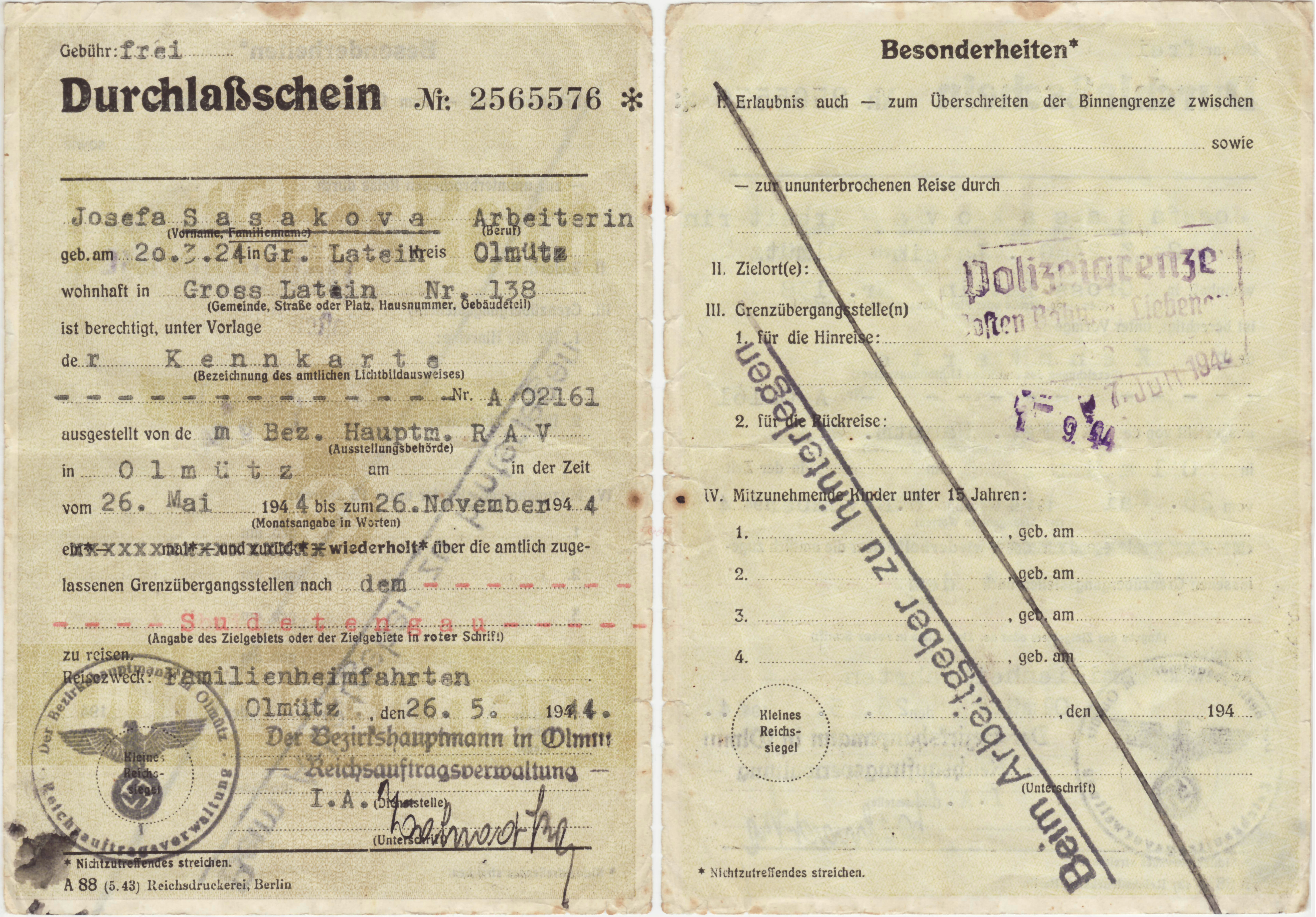
Povolení k překročení hranice

České obyvatelstvo nicméně začalo nyní zjednodušenou optikou vidět ve všech českých Němcích, nyní v duchu nacistické propagandy označovaných jako sudetskými Němci, své úhlavní nepřátele. Na zabrané pohraniční území byla 1. října 1938 na základě výnosu vůdce a říšského kancléře o správě sudetoněmeckých území (Erlaß des Führers und Reichskanzlers über die Verwaltung der sudetendeutschen Gebiete) ustavena správní jednotka Sudetoněmecká území, která se podle zákona Gesetz über die Wiedervereinigung der sudetendeutschen Gebiete mit dem Deutschen Reich („O opětovném sjednocení sudetoněmeckých území s Německou říší“ ) oficiálně stala 21. listopadu 1938 integrální součástí nacistického Německa. Říšská marka byla v sudetoněmeckých územích zavedena 11. října 1938, ale teprve 15. listopadu 1938 zde byla ukončena souběžná platnost československé měny.
Po vytvoření Protektorátu Čechy a Morava se podle rozhodnutí Hitlera z 25. března 1939 větší část Sudetoněmeckých území přeměnila k 15. dubnu 1939 na základě zákona Gesetz über die Gliederung der sudetendeutschen Gebiete vom  25. März 1939 („O rozdělení sudetoněmeckých území“ z 25. března 1939) v Sudetskou župu (Gau-Sudetenland), zahrnující oblast od Domažlicka po Moravskou Ostravu s centrem v Liberci (Reichenberg), kde měl sídlo říšský župní správce Konrad Henlein; území se dělilo na tři vládní obvody: Cheb (Eger), Ústí nad Labem (Aussig) a Opavu (Troppau). Území na jihozápadě Čech bylo připojeno k Bavorsku, stalo se tak součástí župy Bavorská Východní marka (Reichsgau Bayerische Ostmark). V roce 1942 bylo území přejmenováno na říšskou župu Bayreuth (Reichsgau Bayreuth). Hlučínsko bylo znovupřipojeno k Prusku a v jeho rámci začleněno do provincie Slezsko. Zbytek území na jihu byl připojen k bývalému Rakousku (Ostmark) a v jeho rámci rozdělen mezi Zemské hejtmanství Dolní Podunají (bývalé Dolní Rakousy) a Zemské hejtmanství Horní Podunají (bývalé Horní Rakousy).

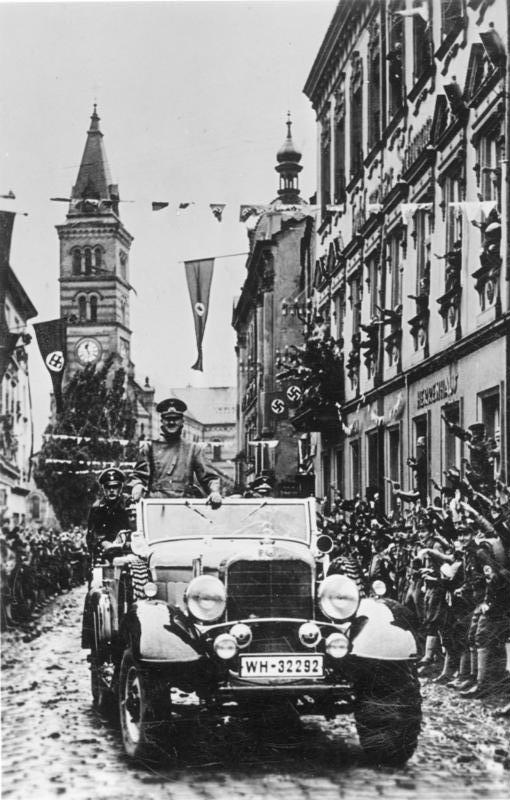
Hitler vjíždí triumfálně do Kraslic (Sudety), 4. října 1938
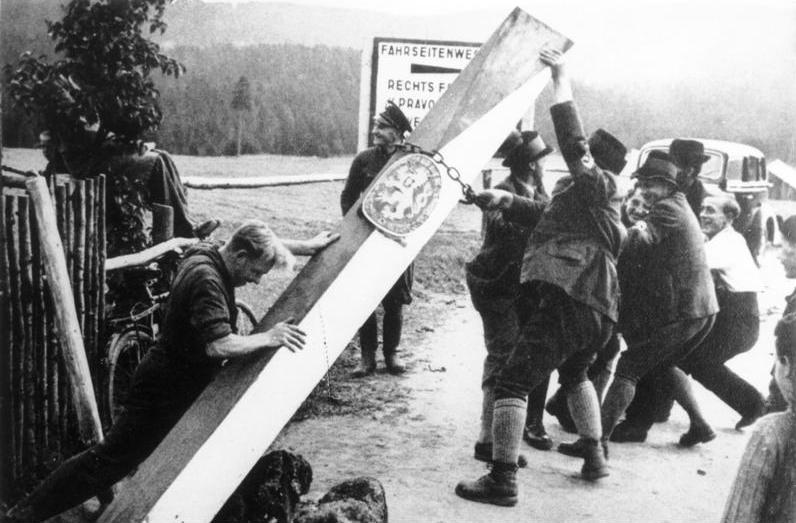
Sudetští Němci nadšeně odstraňují československý hraniční orientační sloup
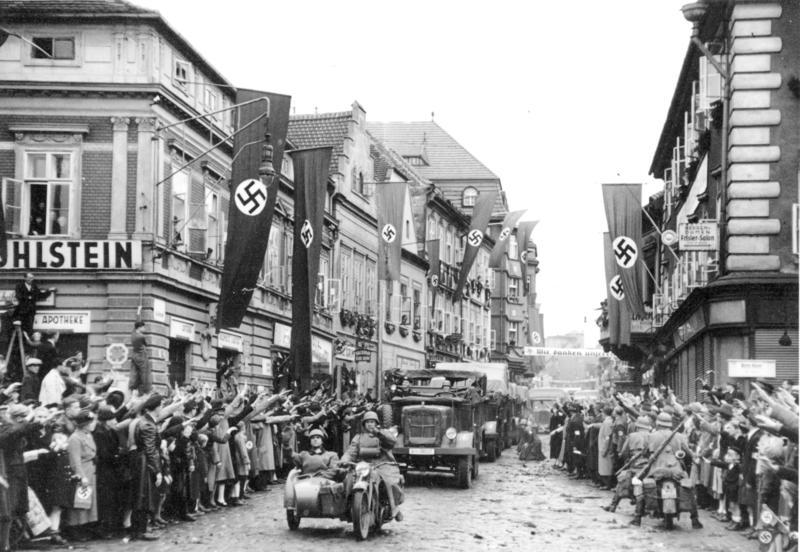
Sudetští Němci vítají vojáky nacistického Německa v Žatci
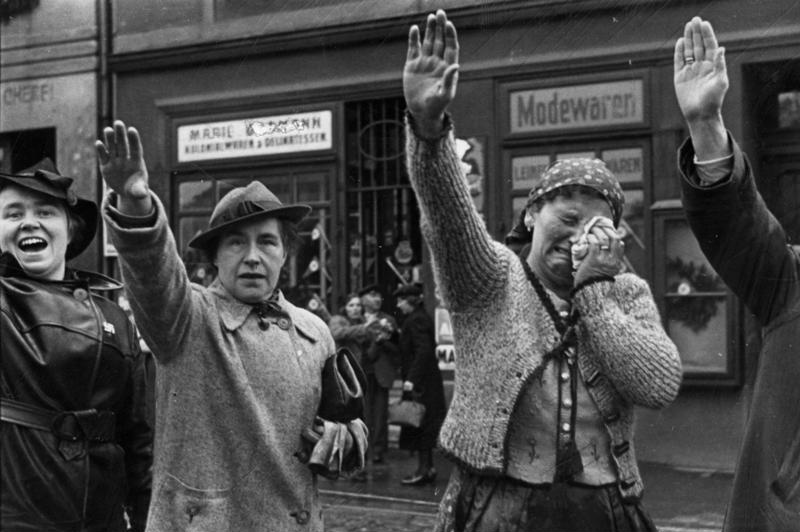
Sudetské Němky při návštěvě Hitlera v Chebu 3. října 1938
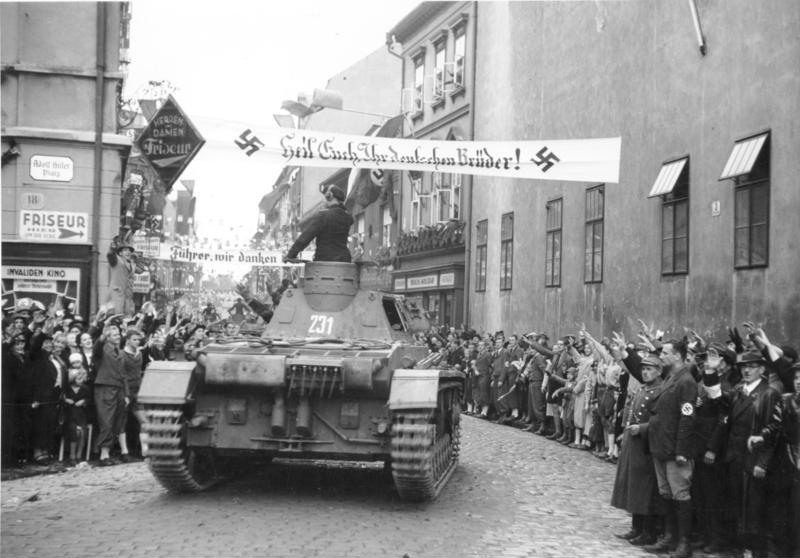
Německý tank projíždí slavnostně vyzdobenými ulicemi Chomutova
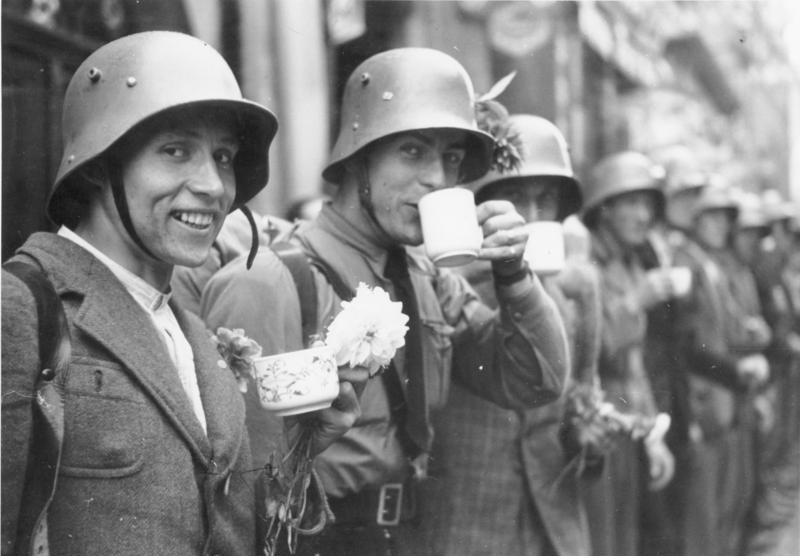
Jednotky sudetoněmeckých Freikorps

### Obnovené Československo

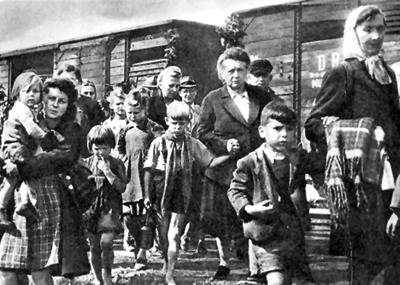
Odsun

Po porážce Třetí říše bylo veškeré odstoupené pohraniční území připojeno zpět k ČSR a zároveň na základě článku XI. až XII. závěrů Postupimské dohody vítězných velmocí (1945) byla drtivá většina československého obyvatelstva hlásícího se k německé národnosti „odsunuta“ z Československa do americké a sovětské okupační zóny v Německu (a připravena prakticky o veškerý majetek).
Při odsunu (v anglickém originále Postupimské dohody je uvedeno slovo „transfer“ = přemístění, odsun) docházelo i k zabíjení německých civilistů. Takzvaný amnestijní zákon (zákon č. 115/1946 Sb.) toto zabíjení neexkulpoval – vztahoval se jen na „jednání, k němuž došlo od 30. 9. 1938 do 28. 10. 1945 a … které směřovalo ke spravedlivé odplatě za činy okupantů nebo jejich pomahačů“, nikoliv na činy spáchané z „pohnutek nízkých a nečestných“. Ve skutečnosti se o amnestii nejednalo, protože za tyto skutky nikdo nebyl souzen. Problematické také je datum, do kdy se tento zákon vztahoval, jelikož se týkal i činů spáchaných po oficiálním konci druhé světové války.
Masivní úbytek německého obyvatelstva Sudet byl alespoň zčásti nahrazen lidmi z vnitrozemí českých zemí a Slovenska a také přistěhovalci ze zahraničí, například Řeky, Rumuny a Volyňskými Čechy. Imigrantů z ciziny bylo úhrnem asi 200 000. Do Sudet později za podpory komunistické vlády přesídlilo i mnoho slovenských Romů a Maďarů, tehdejší tisk psal, že budou zdrojem pracovní síly v pohraničí. Existovala zde totiž iniciativa československé vlády na osídlení prázdného českého pohraničí, kde byl soustředěn průmysl. Problematika nového osídlení pohraničí je už jinou kapitolou dějin tohoto území.
Od konce 40. let až asi do poloviny 80. let československý tisk, rozhlas a televize nazývaly odsunuté sudetské Němce revanšisty (údajně mysleli na odvetu, na revanš).[zdroj?]
Kvůli vlivu rozsáhlé migrace v Sudetech zde na několik desetiletí prakticky zanikl veřejný život. Lidé se často cítili a stále ještě cítí vykořeněni. Situace se začala výrazně lepšit až v 90. letech 20. století poté, co se o problému vůbec mohlo otevřeně mluvit.

## Současnost
Zatímco československo-rakouskou smlouvou byla otázka odškodnění odsunutého německého obyvatelstva do Rakouska fakticky vyřešena, někteří sudetští Němci, vzdor uzavřené česko-německé deklaraci (ratifikovaná 1997), nepovažují problém svého odsunu a zabavení majetku na základě „kolektivní viny“ (podle Benešových dekretů) za uzavřený.

## Vývoj zákazu používání pojmu „Sudety“ v Česku a na Slovensku
Československý exilový prezident Edvard Beneš napsal v červnu 1942 Wenzelu Jakschovi:
- „A: vědecky, geograficky, historicky slovo »sudetský« znamená zcela něco jiného, nežli to, v jakém smyslu se ho nyní používá.
- B: slovo to je výrazem politického podvodu, jaký z německé otázky v Československu učinil Henlein a německý fašismus. Chtěl zvláštní terminologií vytvořit politické skutečnosti. Byl to od něho podvod a je to podvod. Snad by bylo možno chápat, když se ze stran jiných chtělo u nás proti podvodné politické agitaci Henleinově působit tím, že se proti tomu reagovalo a termínu toho z důvodů taktických také užívalo. Byla to politická chyba: obtíže se nikdy nevyřeší následováním chyb nebo demagogie odpůrcovy. Chceme-li se však od henleinismu a nacismu definitivně emancipovat, dělejme to důsledně a nepodléhejme jeho metodám! Vraťme se ke své dobré dřívější tradici!
- C: Slovo »sudetský«, »Sudetenland«, »sudeťák« bude navždy v českých zemích spojeno s nacistickým zvířectvím na nás Češích i na demokratických Němcích prováděným v osudné krizi před a po roce 1938. Musíme se snažit o novou dohodu zbavení se i těch smutných, politicky osudných a pro nás nepřijatelných rekvizit nacistické politiky.
- D: Češi po dnešní válce toto slovo nepřijmou, budou je perhoreskovat (tj. rozhodně odmítat); a je tudíž v našem zájmu, abychom se včas shodli, že z naší politiky na obou stranách zmizí. Je v zájmu dobré politiky, aby se to nemuselo dělat zákony a nařízeními. Bylo by směšné, kdyby i českoslovenští antihenleinovci a antinacističtí demokraté se po válce mezi sebou hádali o slova a dělali z henleinovského dědictví a z terminologie politické aféry. Soudíme, že naši němečtí občané dobře to uváží a vše potřebné k tomu připraví.“

Dne 31. srpna 1942 přijalo exilové Prezidium čs. Ministerské rady (na návrh čs. exilového ministerstva vnitra ze 14. února 1942) vyhlášku, podle které se užívání pojmů spojených se slovem sudetský Němec stává protiústavním a může být i trestné.

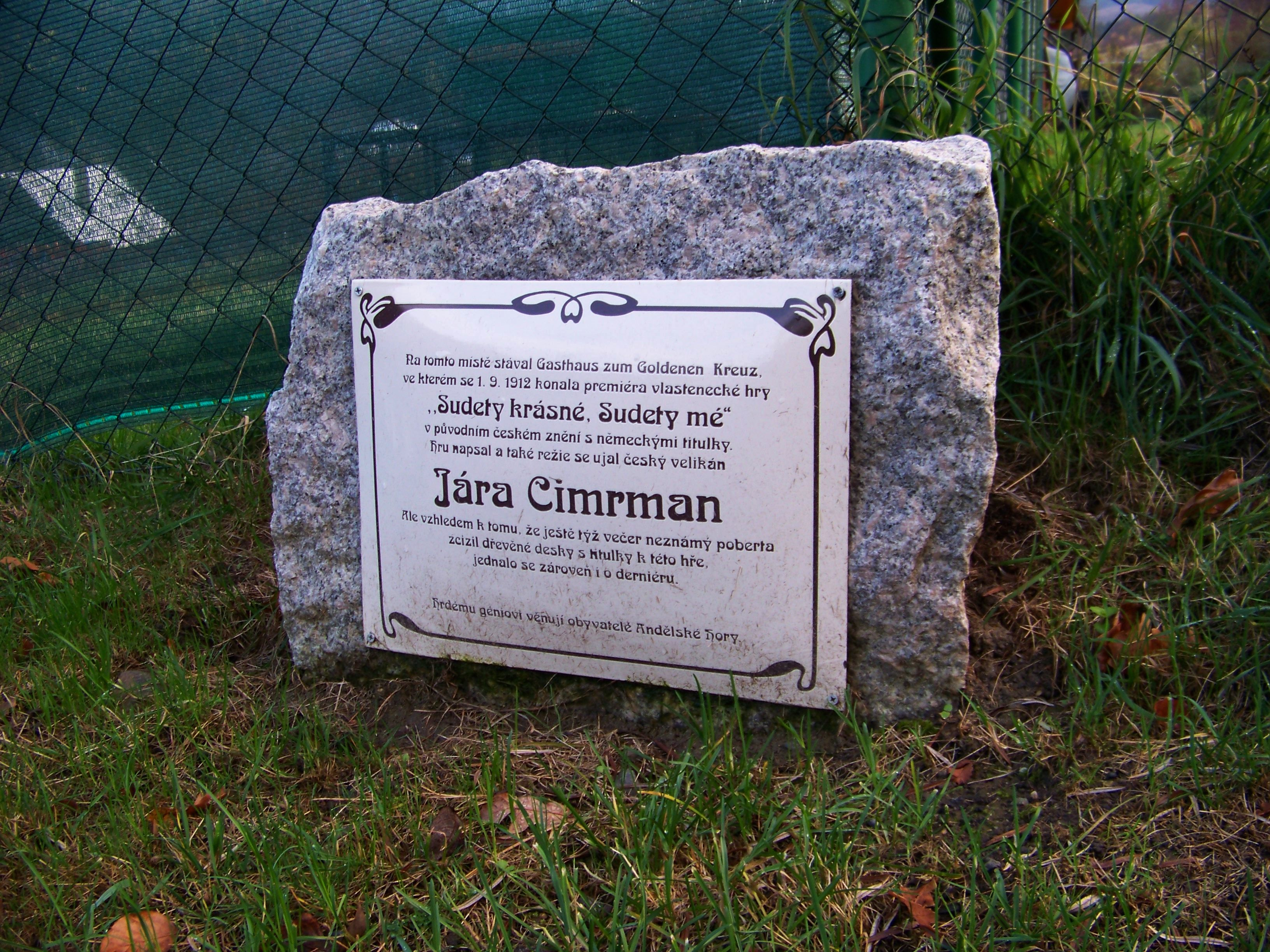
Deska v Andělské Hoře na památku premiéry i derniéry Cimrmanovy vlastenecké hry Sudety krásné, Sudety mé, která byla údajně uvedena v původním českém znění s německými titulky roku 1912 v místním hostinci Gasthaus zum Goldenen Kreuz.

Dne 22. května 1945 vešla v platnost vyhláška, hovořící o nepřípustnosti užívání pojmu Sudety v úředním styku: „Název »Sudety« nepřípustný: ministerstvo vnitra upozorňuje, že používání názvu »Sudety«, jeho odvozenin a podobných výrazů, obvyklých v době okupace, je nepřípustné. Pro označení příslušného území buď užíváno názvu »pohraniční území«. Opatření tohoto dlužno dbáti zejména v úředním styku veškeré veřejné správy.“
O problematice pohraničí se hovoří v českých podmínkách od konce 30. let 20. století. Vždy se jednalo o území výrazně diferencovaná ekonomickým vývojem i národnostním složením (s výrazným zastoupením Němců). Co se rozumí pojmem pohraničí? První vymezení bylo ztotožněno s územím, které okupovala německá armáda ve druhé světové válce. Pro potřeby dosídlovací politiky a uplatňování dalších nástrojů byly v letech 1949, 1960 a 1969 vzhledem k administrativně-správnímu členění provedeny dílčí úpravy.
Dle Stanoviska Odboru legislativy a koordinace předpisů a kompatibility s právem Evropských společenství Ministerstva vnitra České republiky k používání názvu Sudety ze dne 13. srpna 2004 však nejsou vyhlášky z 22. května 1945 a z 31. srpna 1942 (navržená 14. února 1942) součástí platného právního řádu České republiky.
V roce 1993 psal o rehabilitaci historicko-geografického pojmu Sudety Václav Král. V roce 1994 použili Ivan Bičík a Vít Štěpánek v názvu studie „Long-Term and Current Tendencies in Land-Use: Case Study of the Prague’s Environs and the Czech Sudetenland“ označení „české Sudety“.
Ve 21. století již česká média výraz „Sudety“ běžně používají bez nutnosti dalšího vysvětlování či obhajování, proč jej užívají, viz například rozhovor Matěje Spurného s Kateřinou Špičákovou.

## Vnitřní Sudety
Václav Cílek ve veřejné debatě razí zhruba od roku 2010 pojem „vnitřní Sudety“, přičemž vychází ze středních Čech, zejména z Kladenska. Pojmem označuje takové venkovské oblasti ve vnitrozemí, z nichž se vytrácí pestrý autentický život, které působí zanedbaně a ze kterých mizí potomci původních obyvatel, aniž by k tomu vedl nějaký historický či společenský zlom. Přitom jde o oblasti autochtonní (původní), odedávna české. V těchto oblastech se zhoršují poměry z hlediska pracovních příležitostí, občanské vybavenosti, počtu škol, zdravotních zařízení i pošt. Zatímco mladí a podnikaví odcházejí, noví obyvatelé se ještě nenaučili s místem zacházet a historický vztah k němu nemají. Střední Čechy označuje za jednu z nejvíce zanedbaných oblastí celých Čech s tím, že tak exemplárně zpustlé vesnice jako místy na Kladensku nenajdeme ani v pohraničí, ani třeba v jižních Čechách. „Ve středních Čechách jsou celé vesnice, kde nenajdete starousedlíka.“ V kampani pro krajské volby v roce 2020 Martin Kupka (pozdější ministr dopravy) označil za „vnitřní Sudety“ celý Středočeský kraj v souvislosti s tím, že se zde dlouhodobě neinvestovalo do krajských silnic.
Jinak jde podle Zbyňka Petráčka hlavně o místa na hranicích krajů, odkud je nejdále do krajských i okresních metropolí, například pomezí krajů Jihočeského, Jihomoravského a Vysočiny (povodí Moravské Dyje), západní, východní i severní pomezí Kraje Vysočina nebo pomezí krajů Jihočeského, Středočeského a Plzeňského (podhůří Brd).
Pojem „vnitřní Sudety“ se používá také pro Úštěcko, kde historicky převažovalo německojazyčné obyvatelstvo, které bylo po válce vysídleno, ale nejde již typicky o pohraniční horské území.
Pojem „vnitřní Sudety“ bývá také používán pro lokality, které v minulosti byly mocensky vysídleny kvůli zřízení vojenských prostorů (Střední Brdy). nebo Benešovsko